# Aaron Zang
Aaron Zang (* 21. Juni 1982; eigentlich Shu Nu Zang) ist ein professioneller chinesischer Pokerspieler.
Zang hat sich mit Poker bei Live-Turnieren knapp 22 Millionen US-Dollar erspielt und ist damit der erfolgreichste chinesische Pokerspieler. Er gewann bei der Triton Poker Series 2019 das Triton Million for Charity und 2023 das Main Event.

## Persönliches
Zang spielte Magic: The Gathering während der High School und gewann die chinesische Meisterschaft in diesem Sammelkartenspiel. Im Jahr 2005 machte er einen Universitätsabschluss. 2013 gründete er ein auf Bitcoin spezialisiertes Unternehmen in Shenzhen.

## Pokerkarriere

### Werdegang
Nach seiner Zeit an der Universität kam er über einen Freund zum Poker. Zang zahlte beim Onlinepokerraum partypoker regelmäßig Geld ein, das er immer wieder verspielte. Anfang 2006 erhielt er von seinem Onkel 1000 Yuan, aus denen er sich schließlich eine Bankroll von 400.000 Yuan aufbaute. Seit 2007 spielt Zang professionell in Macau und nimmt auch an renommierten Live-Turnieren teil.
Anfang Mai 2014 belegte er bei einem Turnier der European Poker Tour in Monte-Carlo den dritten Platz und erhielt knapp 85.000 Euro. Ende Mai 2015 wurde er beim High-Roller-Event der Asia Pacific Poker Tour (APPT) in Macau Zweiter und sicherte sich umgerechnet rund 220.000 US-Dollar. An gleicher Stelle belegte er im November 2016 beim APPT Super High Roller den mit umgerechnet knapp 250.000 US-Dollar dotierten fünften Platz. Anfang August 2019 erreichte Zang beim Triton Million for Charity in London, dem mit einem Buy-in von einer Million Pfund bisher teuersten Pokerturnier weltweit, den Finaltisch. Dort setzte er sich im Heads-Up gegen Bryn Kenney durch und sicherte sich aufgrund eines Deals mit diesem ein Preisgeld von umgerechnet mehr als 16,7 Millionen US-Dollar. Wenige Tage später belegte der Chinese bei einem weiteren Event der Turnierserie den dritten Platz und erhielt umgerechnet über 2,7 Millionen US-Dollar. Anschließend ließ seine nächste Geldplatzierung rund dreieinhalb Jahre auf sich warten, ehe er Mitte März 2023 das in Short Deck gespielte Main Event der Triton Series in Hội An für sich entschied und dafür eine Siegprämie von mehr als 1,5 Millionen US-Dollar erhielt.

### Preisgeldübersicht
Mit erspielten Preisgeldern von knapp 22 Millionen US-Dollar ist Zang der erfolgreichste chinesische Pokerspieler.
| Jahr      | Preisgeld (in $) | Turniersiege |
| --------- | ---------------- | ------------ |
| 2007      | 1.783            | 0            |
| 2008–2012 | 0                | 0            |
| 2013      | 0                | 1            |
| 2014      | 116.938          | 0            |
| 2015      | 251.771          | 0            |
| 2016      | 330.073          | 0            |
| 2017      | 0                | 0            |
| 2018      | 156.848          | 0            |
| 2019      | 19.487.836       | 1            |
| 2020–2022 | 0                | 0            |
| 2023      | 1.544.000        | 1            |
| gesamt    | 21.889.249       | 3            |